# Флагман
Вижте пояснителната страница за други значения на Флагман.
Фла́гманът (на нидерландски: vlagman, от vlag – флаг и man – човек) е командир на флот или командир на корабно съединение, на който е присвоен „брейд-вимпел“ – длъжностен флаг.
При съвместно плаване може да има и старши флагмани – командирите на големи съединения (от ескадра и нагоре), и младши флагмани – командирите на подчинените съединения (дивизия, бригада и отряд от бойни кораби). Делението на старши и младши флагмани съществува във ВМС на СССР до 1959 г.
В СССР през 1935 – 1940 години има персонално военно звание флагман – лица от висшия началнически състав на ВМС. Воинското звание има четири стъпки: (флагман на флота 1-ви и 2-ри ранг, флагман 1-ви и 2-ри ранг). През 1940 г. те са заменени с адмиралски звания.